# Нонконформизм (премия)
«Нонконформи́зм» — российская культурно-просветительская премия, учреждённая в конце 2009 года «Независимой газетой» и её литературным приложением «НГ-Ex libris».
Премия «Нонконформизм» вручается в трёх номинациях. Номинация «Нонконформизм-судьба» присуждается лауреату по совокупности заслуг. Номинация «Нонконформизм-поступок» основана на текстах, присланных на конкурс: по итогам конкурса отбирается 13 финалистов, один из которых становится лауреатом. Кроме того, премия вручается также в Специальной номинации; первым лауреатом в этой номинации стал в 2010 году поэт Евгений Лесин, штатный сотрудник «Независимой газеты», что вызвало резкие отзывы. Лауреаты получают статуэтку «Абиссинской кошки» и денежное вознаграждение. Определение слова «нонконформизм» в условиях конкурса отсутствует.

## Идеология
В «Истории премии» говорится

В первоначальном проекте премия называлась «Чёрная метка» и должна была вручаться за смелость литературного эксперимента, вызов общественному мнению, бескомпромиссность в отстаивании собственных убеждений, игнорирование литературных конвенций и правил игры.
Планировалось учесть причины абсолютного или относительного провала всех предшествующих литературных премий, декларировавших противостояние литературному официозу и литературному истеблишменту (таких как «Антибукер», «Национальный бестселлер», «Неформат») и запустить каталитические процессы трансформации и выздоровления литературного процесса.

По словам координатора премии Михаила Бойко:

Самое замечательное в премии «Нонконформизм» — это, конечно, название. Понятно, что по-настоящему нонконформистская премия невозможна. Логически невозможна, как «сухая влага» или «круглый квадрат»… Вот это логическое противоречие, contradictio in adjecto, особенно соблазнительно. Потому что премия «Нонконформизм» — это и премия, и насмешка над премиальным процессом.

## Жюри
В жюри первых трех сезонов входили сотрудники «НГ-Ex libris» — Евгений Лесин, Михаил Бойко, Андрей Щербак-Жуков, Алиса Ганиева, Ольга Рычкова.
Председатель жюри — владелец и главный редактор «Независимой газеты» Константин Ремчуков.

## Лауреаты премии
| Год  | Нонконформизм-судьба | Нонконформизм-поступок                                                                                   | Спецноминация          |
| ---- | -------------------- | --- | ---------------------- |
| 2010 | Алина Витухновская   | Александр Никонов «Анна Каренина, самка» (роман)                                                         | Евгений Лесин          |
| 2011 | Игорь Яркевич        | Алексей Цветков (мл.) «Сообщения» (повесть)                                                              | Егор Радов (посмертно) |
| 2012 | Зуфар Гареев         | Наталья Рубанова «А-эротичные кошмartы» (новеллы)                                                        | Михаил Сапего          |
| 2013 | Мирослав Немиров     | Объединение «Общество Зрелища» (Алексей А. Шепелёв, Александр Фролов) Тексты «ОЗ» и аудиспектакли по ним | Всеволод Емелин        |
| 2014 | Юрий Мамлеев         | Андрей Бычков «Олимп иллюзий» (роман)                                                                    | Владимир Покровский    |
| 2015 | Александр О’Шеннон   | Олег Разумовский «Джу-джу» (сборник короткой прозы)                                                      | Александр Тимофеевский |
| 2016 | Слава Лён            | Дмитрий Данилов «Есть вещи поважнее футбола» (роман)                                                     | Анатолий Ким           |
| 2017 | Мариэтта Чудакова    | Александра Николаенко «Убить Бобрыкина» (роман)                                                          | Сергей Жариков         |
| 2018 | Владимир Герцик      | Андрей Чемоданов Стихи                                                                                   | Виктор Гоппе           |

## Критика
Писатель Роман Сенчин иронически отозвался об инициативе «Независимой газеты», отметив, что нонконформистская литература, безусловно, должна иметь собственный институции, однако концептуальные основания данной премии крайне невнятны